# Ezekiel Fryers
Ezekiel (Zeki) David Fryers (Manchester, 9 september 1992) is een Engelse voetballer die als linksachter, centrale verdediger of verdedigende middenvelder dienst kan doen. Hij tekende in september 2014 een driejarig contract bij Crystal Palace, dat circa €1.850.000,- voor hem betaalde aan Tottenham Hotspur. In de overeenkomst werden eventuele bonussen opgenomen ter waarde van nogmaals eenzelfde bedrag.

## Carrière

### Jeugd
Ezekiel Fryers werd geboren in Manchester en sloot zich op 9-jarige leeftijd aan bij jeugdopleiding van Manchester United. De Britse verdediger werd bij de jeugd meermaals opgeroepen voor de nationale jeugdploegen van Engeland.

### Manchester United
In september 2011 maakte de 19-jarige Fryers zijn officieel debuut voor het team van coach Alex Ferguson. In de League Cup mocht hij toen centraal in de defensie aan de zijde van Michael Carrick spelen. Man United won de wedstrijd met 3-0 van Leeds. In de volgende ronde van het toernooi werd hij als linksachter ingezet.
In november 2011 maakte Fryers ook zijn Europees debuut voor The Red Devils. In de Champions League-wedstrijd tegen Oțelul Galați mocht hij net voor het einde invallen voor Jonny Evans. Zijn competitiedebuut maakte hij tegen Wolverhampton Wanderers. In dat duel mocht hij invallen voor de Franse linksachter Patrice Evra.

### Standard Luik
Tot een doorbraak kwam het niet en dus besloot Fryers andere oorden op te zoeken. In de zomer van 2012 trainde hij mee met Tottenham Hotspur, in de hoop een transfer te versieren. Hoewel hij einde contract was, moest Tottenham een opleidingsvergoeding betalen aan Manchester United. Dat weigerde de Londense club, waardoor het nooit tot een transfer kwam. Standard Luik, dat als buitenlandse club geen vergoeding hoefde te betalen, legde Fryers in augustus 2012 onder contract. De Brit tekende voor twee seizoenen. Fryers trad bij Standard in de voetsporen van de Engelsman Mike Small, die in 1985 voor de Rouches speelde.

### Tottenham Hotspur
Fryers verliet de ploeg uit Luik na een half seizoen. Hij tekende in juli 2012 een vierjarig contract bij Tottenham Hotspur, dat circa €3.750.000,- voor hem betaalde aan Standard Luik. Standard maakte winst op de doorverkoop van Fryers nadat het de speler transfervrij wist binnen te halen
1 Henderson ·
2 Ward  ·
3 Mitchell ·
4 Holding ·
5 Lacroix ·
6 Guéhi ·
7 Sarr ·
8 Lerma ·
9 Nketiah ·
10 Eze ·
11 França ·
12 Muñoz ·
14 Mateta ·
15 Schlupp ·
16 Andersen ·
17 Clyne ·
18 Kamada ·
19 Hughes ·
20 Wharton ·
26 Richards ·
28 Doucouré ·
30 Turner ·
31 Matthews ·
34 Riad ·
Chalobah ·
Moulden ·
Coach: Glasner